# Артуро Росон
Арту́ро Ро́сон Корвала́н (ісп. Arturo Rawson Corvalán; 4 червня 1885 — 8 жовтня 1952) — аргентинський військовик, який після військового перевороту фактично був правителем Аргентини з 4 по 7 червня 1943 року.

## Біографія
Народився у Сантьяго-дель-Естеро, закінчив Аргентинський військовий коледж, який він закінчив у 1907 році та надалі викладав у цьому ж коледжі якийсь час. Росон швидко здійнявся службовими сходами аргентинської армії та, зрештою, отримав звання генерала. У 1943 році Росон прийняв командування кавалерією у Кампо-де-Майо. 3 червня 1943 року Росон почав контактувати з членами GOU (Об'єднана офіцерська група), групою військовиків, які мали на меті скинути аргентинський цивільний уряд. GOU, яка не мала достатньої кількості військ для здійснення перевороту, була переконана, що Росон забезпечить стільки солдат, скільки знадобиться. 4 червня 10 000 солдат під командуванням Росона увійшли до Буенос-Айреса і скинули уряд Рамона Кастільйо.
Того ж дня Росон проголосив себе президентом Аргентини, завадивши Педро Пабло Раміресу зробити те саме. Однак він відмовився залучити до свого уряду представників GOU, які змусили його піти у відставку вже 7 червня. Термін перебування Росона на посту глави держави був настільки коротким, що він так і не встиг скласти присягу.
Після своєї відставки Росон був призначений на посаду посла у Бразилії, цей пост він займав до 1944 року. Він привітав Раміреса, коли той розірвав відносини з Німеччиною та Японією. У 1945 році Росона було заарештовано і засуджено військовим трибуналом за опозицію урядові президента Едельміро Фаррелла, але його швидко звільнили. У вересні 1951 Росон підтримав генерала Хосе Бенджаміна Менендеса у його спробі скинути уряд Хуана Перона, за що Росона було ненадовго ув'язнено. Його авторству належить книжка Аргентина та Болівія в епоху визволення (ісп. Argentina y Bolivia en la epopeya de la emancipación). Росон помер через серцевий напад в Буенос-Айресі у 1952 році. Похований на цвинтарі Реколета.